# Старе Дракино
Старе Дра́кино (рос. Старое Дракино, ерз. Сире Драка) — село у складі Ковилкінського району Мордовії, Росія. Входить до складу Казенно-Майданського сільського поселення.
Населення — 402 особи (2010; 505 у 2002).
Національний склад станом на 2002 рік:
- мордва — 99 %